# Peprilus
Genre
Synonymes
- Palometa Jordan & Evermann, 1896[1]
- Poronotus Gill, 1861[1]

Peprilus est un genre de poissons de la famille des Stromateidae.

## Liste d'espèces
Selon World Register of Marine Species (13 janvier 2021) :
- Peprilus burti Fowler, 1944
- Peprilus crenulatus Cuvier, 1829
- Peprilus medius (Peters, 1869)
- Peprilus ovatus Horn, 1970
- Peprilus paru (Linnaeus, 1758)
- Peprilus simillimus (Ayres, 1860)
- Peprilus snyderi Gilbert & Starks, 1904
- Peprilus triacanthus (Peck, 1804)
- Peprilus xanthurus (Quoy & Gaimard, 1825)